# リーガロイヤルホテル京都
リーガロイヤルホテル京都（リーガロイヤルホテルきょうと）は、京都府京都市下京区にあるリーガロイヤルホテルグループのホテルである。

## 概要
1969年（昭和44年）11月1日に京都グランドホテルとして開業した。1975年（昭和50年）8月には新館が開業した。1997年（平成9年）4月にリーガロイヤルホテル京都に名称変更した。
開業以来、株式会社ロイヤルホテルにより土地建物の保有、経営、運営が行われてきたが、2015年（平成27年）3月にフォートレス・インベストメント・グループ傘下のSPC「Florentia特定目的会社」に土地・建物を譲渡し、同じくフォートレス傘下の「RRH 京都オペレーションズ合同会社」がホテル経営を行い、ロイヤルホテルに運営委託する方式となった。なお、この譲渡によりロイヤルホテルは33億円の事業譲渡益を特別利益に計上した。フォートレスの投資により、2016年2月からリニューアル工事が行われ、同年9月8日にリニューアルオープンした。
2023年5月30日、森トラストが当ホテルを取得した。

## レストラン・バー
- フレンチダイニング トップ オブ キョウト（回転レストラン）
- オールデイダイニング カザ
- 鉄板焼 葵
- 懐石フランス料理 グルマン橘
- 中国料理 皇家龍鳳
- 京料理 たん熊北店
- バー グラナダ
- ラウンジ